# Săcălaz
Săcălaz es una comuna ubicada en el distrito de Timiș, Rumania.

## Historia
Fue mencionada por primera vez en un diploma del 29 de diciembre de 1392, en el que se demarcaban los límites del pueblo de Zakalhaza, nombre que mantuvo hasta 1520. Después de la guerra austro-turca (1716-1718), las localidades de Banato pasaron a ser propiedad de la Casa Imperial de Austria. Banato se convirtió en una provincia austriaca autónoma con administración militar, dividiéndose en 11 distritos. En 1717, Săcălaz tenía 66 casas. La principal ocupación de los habitantes era el cultivo de cereales, especialmente trigo y maíz. En 1725 se construyó el primer molino de cereales.
En 1765 llegó la primera oleada de colonos alemanes de Suabia, por orden de María Teresa I de Austria. Ella emitió la patente de colonización del 25 de febrero de 1763 y más tarde el Decreto que presentó a la Oficina de Colonización del Banato en 1765, ordenando el traslado de la población rumana a la parte sur del condado de Torontál, para dar paso a los colonos suabos. Así, la población rumana de unas 60 familias se vio obligada a abandonar Săcălaz y trasladarse a Torak, donde establecieron un nuevo asentamiento. A su vez, el pueblo de Beregsău Mic fue colonizado por serbios. Las siguientes oleadas de colonos alemanes (1744-1772, 1782-1787) establecieron definitivamente el predominio alemán de la localidad. Los proyectos para el desarrollo de Săcălaz se diseñaron en unos documentos en Viena (en forma de tablero de ajedrez), con la iglesia católica en el centro. La iglesia fue diseñada por el ingeniero Carl Alexander Steinlein y fue consagrada en 1772.

## Demografía
Săcălaz tenía una población de 7204 habitantes en el censo de 2011, un 15% más que en el censo de 2002. La mayoría de los habitantes son rumanos (83,91%), con una minoría de serbios (1,99%). Para el 11,9% de la población se desconoce el origen étnico. Por religión, la mayoría de los habitantes son ortodoxos (78,87%), pero también hay minorías de pentecostales (7,38%), católicos romanos (2,42%) y ortodoxos serbios (1,78%). El 7,12% de la población desconoce su afiliación religiosa.
Hasta 2021 la población era de 9223 habitantes, con una densidad de población de 77,19 habitantes por kilómetro cuadrado.